# آبشش
آبشُش یا برانشی (به فرانسوی: branchie) در فارسی تاجیکستان غَلسَمَه (به انگلیسی: Gill) نوعی اندام تنفسی است که در بسیاری از جانوران آبزی، از جمله بعضی از کرم‌ها، تقریباً تمام سخت پوستان، بعضی از لاروهای حشرات، همهٔ ماهیان و شمار اندکی از دوزیستان وجود دارد و جهت تنفس آبششی به کار برده می‌شود.

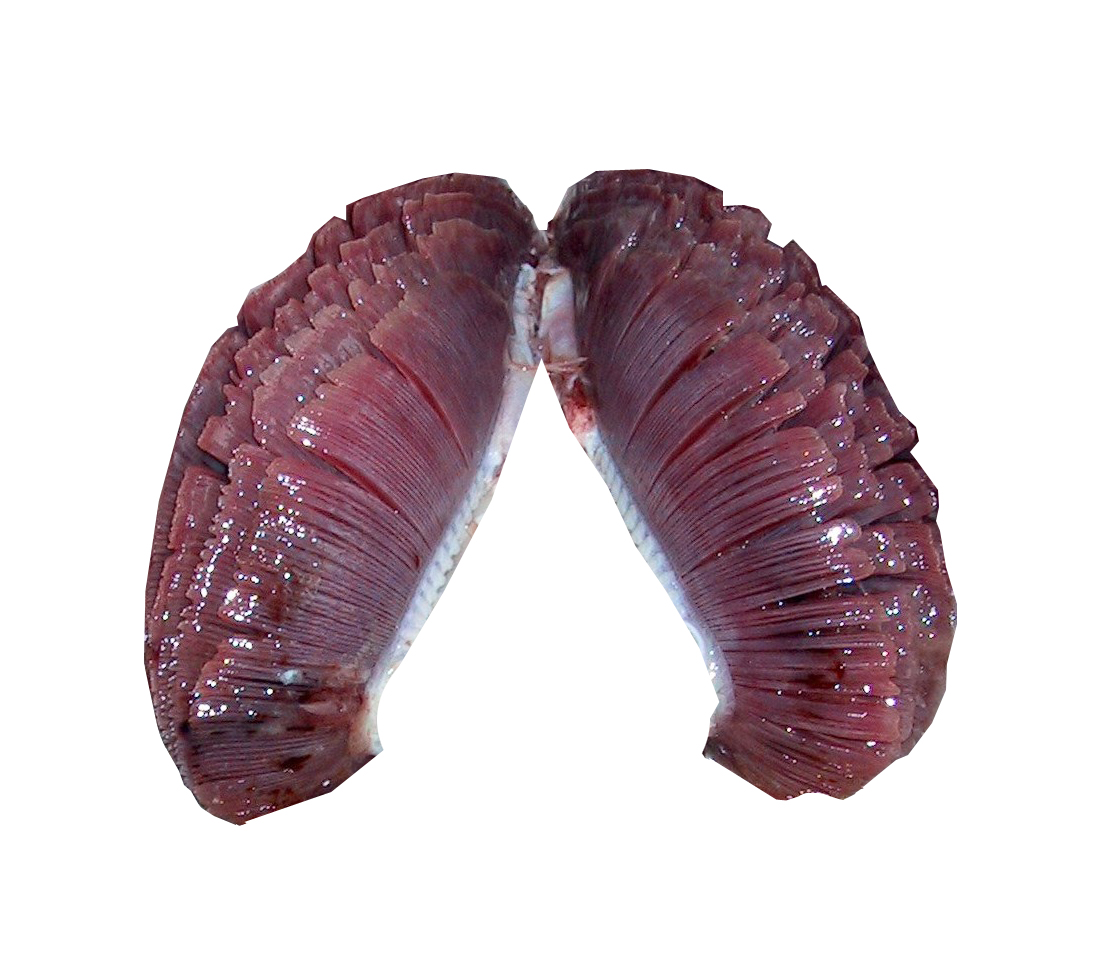
آبشش ماهی تن

بافت آبشش شاخه شاخه یا پر مانند، و به ویژه در نزدیکی سطح، سرشار از رگ‌های خونی است. این ساختار، تبادل اکسیژن و دی‌اکسید کربن را با آب پیرامون آبزی تسهیل می‌کند.
آبشش‌ها یا درون حفره‌هایی در بدن جانور محصورند که آب برای تبادل گازها با فشار از آنجا گذرانده می‌شود یا اینکه همچون زائده‌ای از بدن جانور بیرون زده‌اند و در آب قرار می‌گیرند.

## طرز کار
اکسیژن محلول در آب از درون دیواره‌های نازک آبشش‌ها می‌گذرد و وارد خون می‌شود. سپس، آب از راه شکاف‌های آبشش خارج می‌شود.